# Sans peur et sans culotte
Pour plus de détails, voir Fiche technique et Distribution.
Sans peur et sans culotte, également connu sous le titre L'infirmière a le feu aux fesses (italien : Malizia erotica ; espagnol : El periscopio), est une comédie érotique hispano-italienne réalisée par José Ramón Larraz et sortie en 1979.

## Synopsis
Le film raconte les premières pulsions sexuelles de l'adolescent Alfonsino, qui vit dans une famille aisée avec une mère adultère et un père idiot. Lorsqu'il découvre qu'un couple de charmantes infirmières vit à l'étage de son appartement, il cherche n'importe quel prétexte pour entrer en contact avec elles et construit un périscope artisanal pour les espionner.

## Fiche technique
- Titre français : Sans peur et sans culotte ou L'infirmière a le feu aux fesses[1]
- Titre original espagnol : El periscopio[2]
- Titre italien : Malizia erotica[3]
- Réalisation : José Ramón Larraz
- Scenario : Sergio Garrone
- Photographie :	Roberto Girometti
- Montage : José Luis Matesanz
- Musique : Ubaldo Continiello
- Décors : Franco Bottari
- Production : José María Cunillés, Vincenzo Salviani
- Société de production : Asa Cinematografica, Estela Film, Films Dara
- Pays de production :  Italie -  Espagne
- Langue originale : espagnol
- Format : couleurs - Son mono - 35 mm
- Durée : 92 minutes
- Genre : comédie érotique
- Dates de sortie :
  - Espagne : 26 février 1979
  - Italie : 5 décembre 1979
  - France : 11 juin 1980

## Distribution
- Gabriele Tinti : le professeur
- Bárbara Rey : infirmière Veronica
- Laura Gemser : la collègue de Veronica qui vit en concubinage
- Mila Stanic : Carla, la femme d'Alfonso
- José Sazatornil : Alfonso
- Ángel Herraiz : Alfonsino, fils de Carla et Alfonso
- Alfred Lucchetti : l'amant de Carla
- Daniele Vargas : ophtalmologue

## Production
Le film fait partie d'une vague de films érotiques réalisés en Espagne au cours de la seconde moitié des années 1970, dans le cadre d'une tendance connue sous le nom de cine de destape,. Il fait partie d'un groupe de coproductions hispano-italiennes, avec Piccole labbra (it) (1978), tous deux interprétés par Bárbara Rey,.
Le film est l'un des films avec Laura Gemser dans lequel son mari Gabriele Tinti joue un rôle secondaire.